# Strohaniwka (Melitopol)
Strohaniwka (ukrainisch Строганівка; russisch Строгановка Stroganowka) ist ein Dorf in der ukrainischen Oblast Saporischschja mit etwa 600 Einwohnern (2001).
Die Ortschaft liegt auf einer Höhe von 4 m am linken Ufer des 58 km langen Korsak (Корсак), kurz vor dessen Mündung ins Asowsche Meer, gegenüber vom Dorf Botijewe, 23 km östlich vom ehemaligen Rajonzentrum Pryasowske und etwa 200 km südlich vom Oblastzentrum Saporischschja.
Nördlich vom Dorf verläuft die Fernstraße M 14/ E 58.
Am 12. Juni 2020 wurde das Dorf ein Teil der neugegründeten Siedlungsgemeinde Pryasowske, bis dahin war es Teil der Landratsgemeinde Botijewe im Südosten des Rajons Pryasowske.
Seit dem 17. Juli 2020 ist sie ein Teil des Rajons Melitopol.

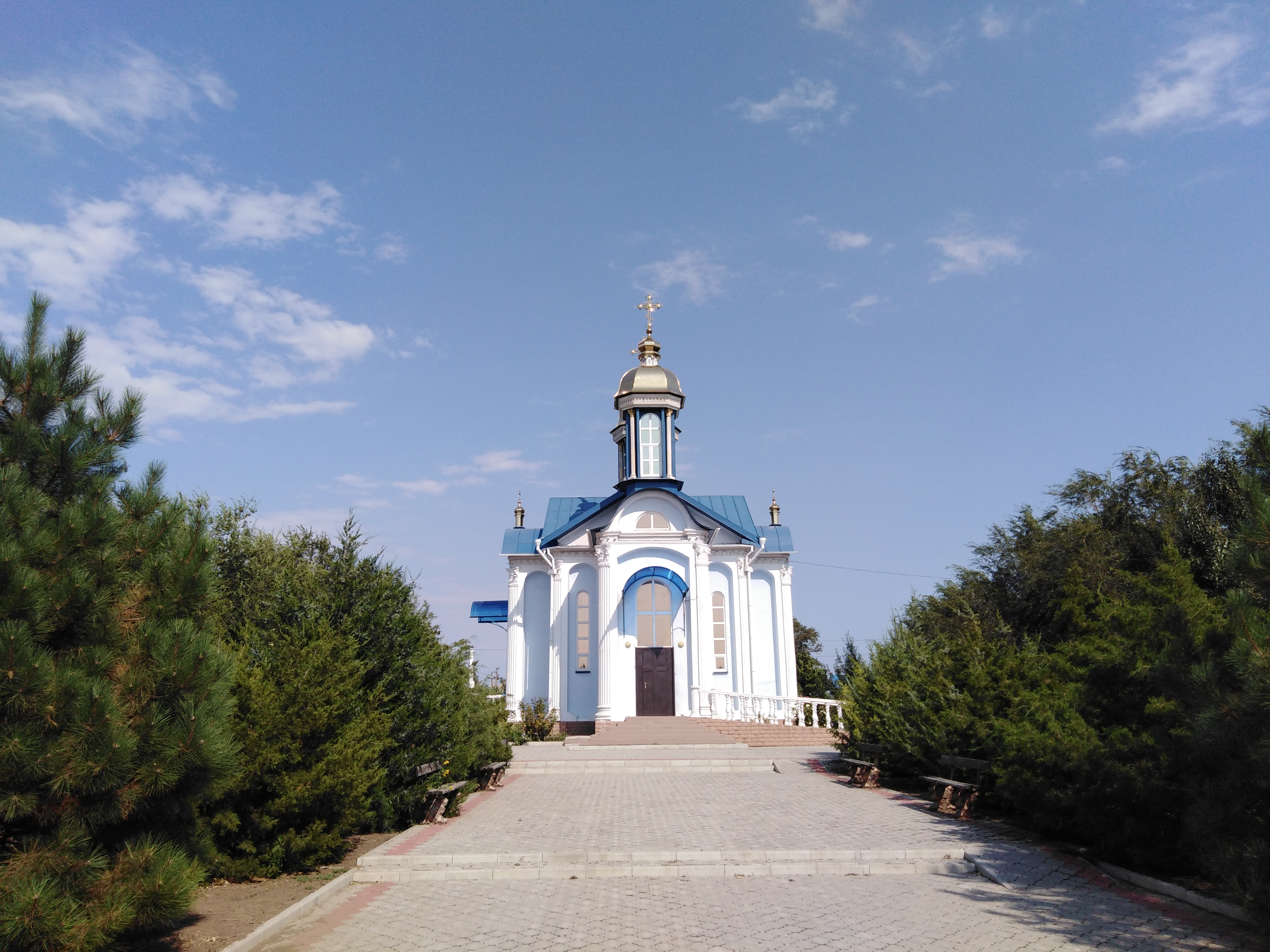
Kirche der Fürsprache der Heiligen Jungfrau
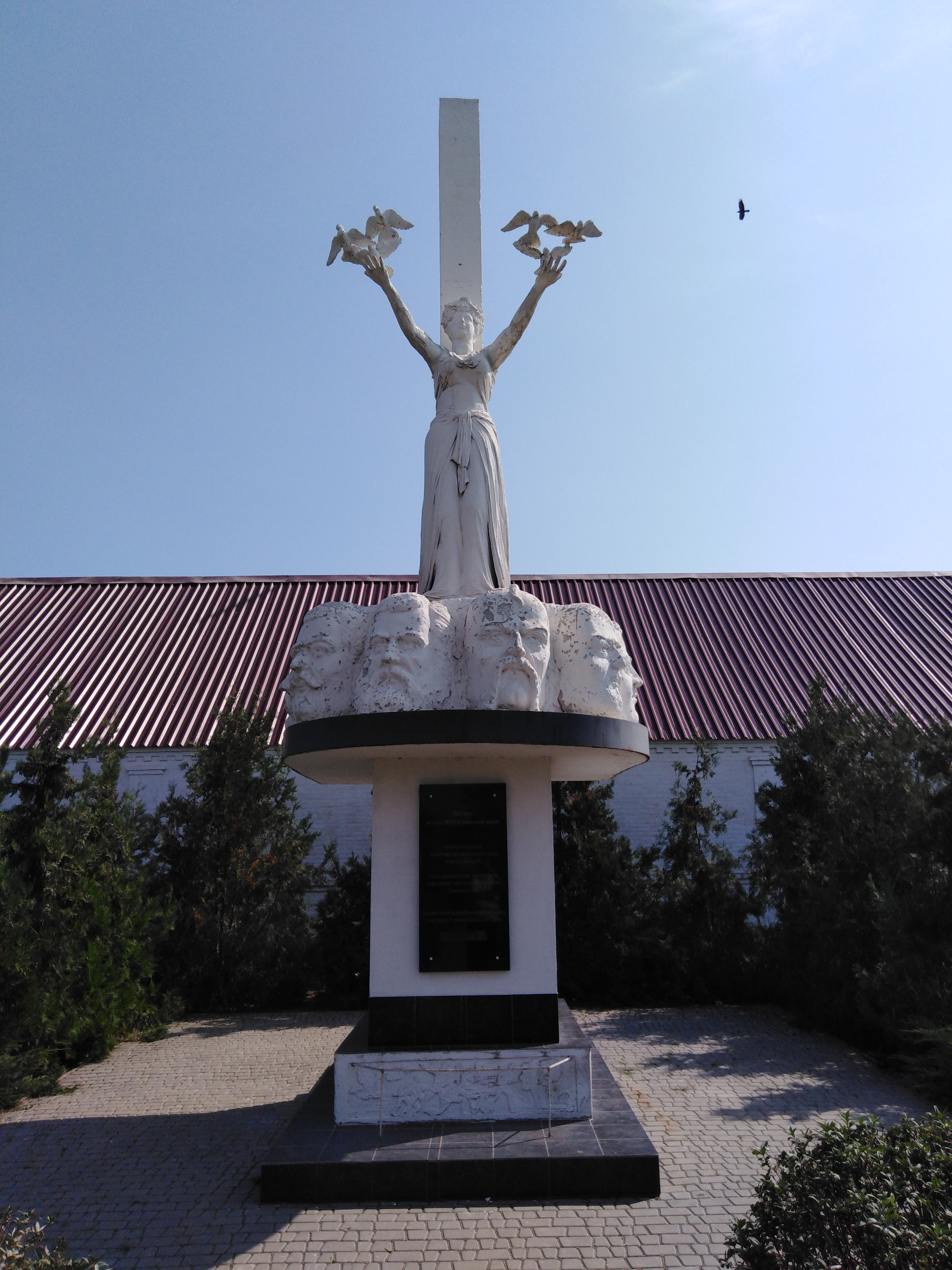
Das Denkmal ist den Siedlern in der Region Asow gewidmet: Ukrainer, Russen, Griechen, Bulgaren und Albaner
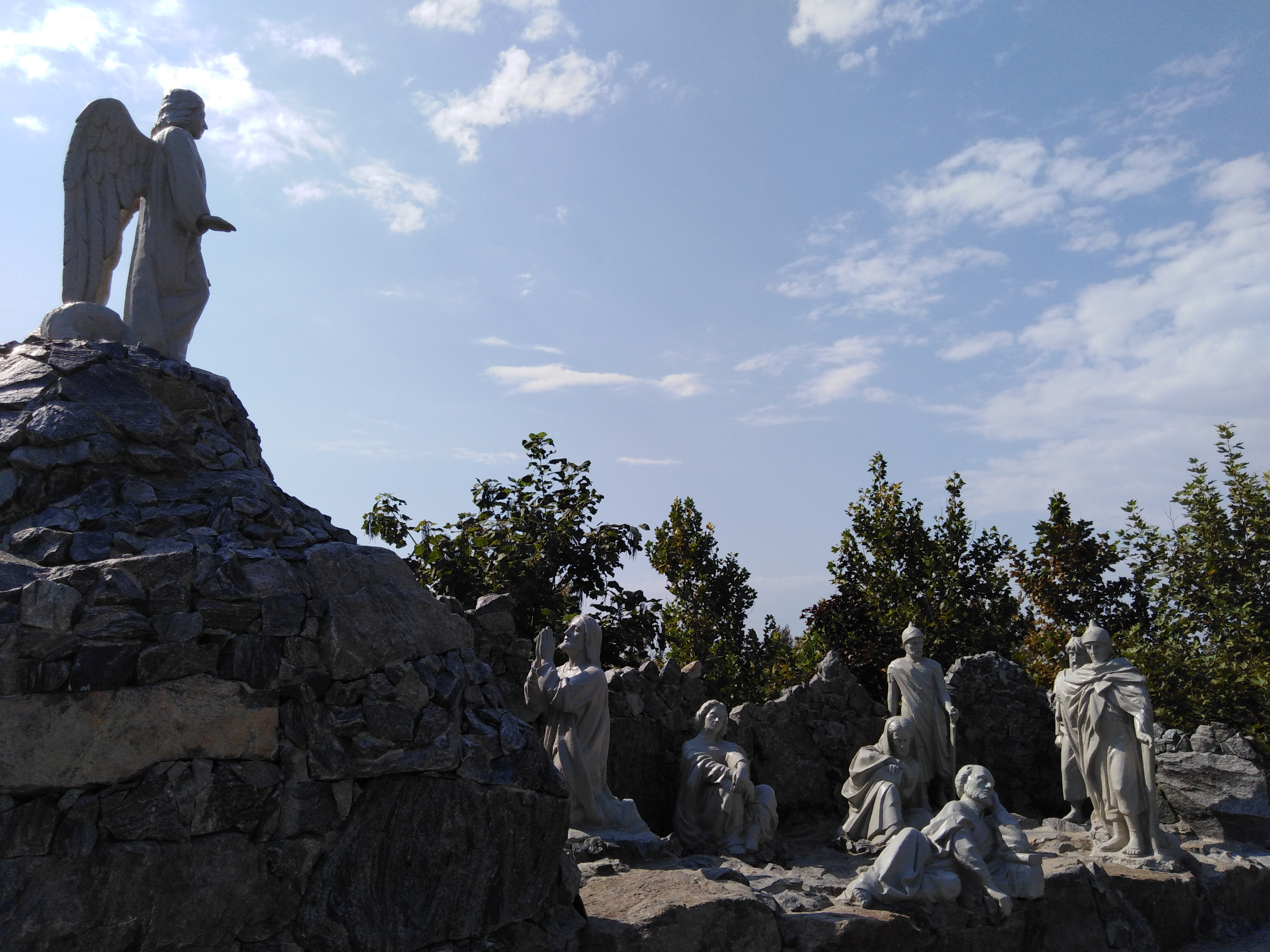
Gethsemane-Denkmal im Dorf